# 14 березня
14 березня — 73-й день року (74-й у високосні роки) в григоріанському календарі. До кінця року залишається 292 дні.

## Свята і пам'ятні дні

### Міжнародні
- День пі — неофіційне свято, присвячене числу π
- Міжнародний день дій проти гребель (День дій на захист рік, води й життя)
- День метеликів.

### Національні
- Україна: День українського добровольця.
- Андорра: День Конституції.
- Японія: Білий день.
- Албанія: День весни.
- Естонія: День рідної мови.
- Велика Британія: День юриспруденції або День юриста.
- США: День картопляних чипсів.

### Релігійні

#### Християнство
- День пам'яті Святої Матильди.
- День пам'яті Святого Князя Ростислава І.
- День пам'яті Слуги Божої Королеви Зіти.

Православ'я:
- Преподобного Венедикта.
- Святителя Феогноста, митрополита Київського і всієї Руси.
- Благовірного великого князя Київського Ростислава, у хрещенні Михаїла.
- Святителя Євсхимона, сповідника, єпископа Лампсакійського.

### Іменини
✙ Православні: Ростислав, Михаїл.

## Події
- 1489 — королева Кіпру Катерина Корнаро була змушена продати своє королівство Венеції
- 1492 — Кастильська королева Ізабелла наказала вислати 150 тис. євреїв з Іспанії, якщо вони не приймуть католицтво
- 1839 — Виступаючи перед колегами, Джон Гершель вперше використав термін «фотографія».
- 1900 — закон США встановив золото єдиним стандартом викупу паперових грошей, зафіксувавши вартість долара на рівні 1,5046 грамів чистого золота.
- 1914 — льотчик Петро Нестеров та механік Руденко здійснили перший авіапереліт з Києва до Одеси.
- 1917 — у Києві розпочався З'їзд кооператорів Київщини (тривав 2 дні). Резолюцією з'їзду було проголошено курс на автономію України та організацію у селах сільських комітетів для забезпечення реалізації політики УЦР на місцях
- 1920 — за результатами плебісциту центральний Шлезвіг (так звана «II зона») залишився у складі Німеччини.
- 1923 — Рада Послів держав Антанти прийняла остаточне рішення про приєднання Східної Галичини і Західної Волині до Польщі, визнавши їх анексію
- 1939 — проголошена Перша словацька республіка; розпалася спільна держава чехів і словаків.
- 1939 — Угорщина розпочала війну проти Карпатської України
- 1945 — вперше було в бойових умовах  використано бомбу Grand Slam.
- 1956 — Ampex представила в Чикаго перший практичний відеомагнітофон VRX-1000
- 1958 — сертифіковано перший золотий диск у музичній індустрії
- 1978 — Ізраїль розпочав операцію «Літані».
- 1980 — літак Іл-62 польських авіаліній розбився під час посадки в аеропорту Варшава-Окенце.
- 1990 — на III З'їзді народних депутатів СРСР скасована 6-та стаття Конституції СРСР (від 1977 року), яка проголошувала монопольну владу («керівну роль») КПРС в СРСР
- 1990 — у Львівській області в Стрию, першому з українських міст, підняли національний символ — прапор України
- 1994 — випущено реліз Linux 1.0.0.
- 2014 — перші 500 бійців-добровольців Самооборони Майдану прибули на полігон Нові Петрівці з метою формування першого добровольчого батальйону для захисту України від російської збройної агресії.
- 2014 — у Харкові стався Бій на Римарській — перший у російсько-українській війні бій із застосуванням вогнепальної зброї.

## Народились
Дивись також Категорія:Народились 14 березня
- 1681 — Георг Філіп Телеман, німецький композитор епохи бароко, органіст, капельмейстер.
- 1709 — Маблі, французький філософ, історик і дипломат. Рідний брат філософа Кондільяка і двоюрідний брат філософа-енциклопедиста, фізика, математика д'Аламбера.
- 1804 — Йоганн Шраус (батько), австрійський композитор, скрипаль, диригент.
- 1820 — Віктор Емануїл II, перший король об'єднаної Італії.
- 1821 — Петро Селецький, український композитор, мемуарист.
- 1823 — Теодор де Банвіль, французький поет і драматург.
- 1854 — Пауль Ерліх, німецький доктор, бактеріолог та біохімік, один з засновників імунології та хіміотерапії, лауреат Нобелівської премії з фізіології та медицини 1908 року.
- 1872 — Олекса Новаківський, український живописець і педагог.
- 1879 — Альберт Ейнштейн, фізик, лауреат Нобелівської премії 1921 року.
- 1891 — Амвросій Бучма — видатний український актор і режисер. В 1936—1954 рр. — актор і режисер Київського театру ім. I.Франка.
- 1897 — Василь Атаманюк — український письменник (поет, перекладач, літературознавець), політичний діяч. Псевдонім — Василь Яблуненко.
- 1908 — Олексій Чуприна, кобзар з Чорної гори (1960—1992).
- 1923 — Діана Арбус (англ. Diane Arbus, 1923—1971) — американська фотографка, представниця нью-йоркської школи, одна з центральних фігур документальної фотографії.
- 1937 — Володимир Савельєв, український режисер та актор.
- 1940 — Віктор Шовкун, перекладач, письменник, літературний редактор.
- 1970 — Віталій Литвиненко, український хокеїст і тренер.
- 1986 — Джеймі Белл, англійський актор.
- 1997 — Сімона Байлс, американська гімнастка, 19-разова чемпіонка світу.

## Померли
Дивись також Категорія:Померли 14 березня
- 1632 — Токуґава Хідетада, другий сьоґун сьоґунату Едо.
- 1803 — Фрідріх Ґотліб Клопшток, німецький поет, яскравий представник сентименталізму
- 1874 — Йоганн Генріх фон Медлер, німецький астроном.
- 1883 — Карл Маркс, німецький філософ і політичний економіст, протагоніст робітничого соціалістичного руху.
- 1907 — Опанас Булгаков, богослов, церковний історик, вихованець і викладач Київської духовної академії, батько письменника Михайла Булгакова.
- 1932 — Джордж Істмен, американський бізнесмен і винахідник (Eastman Kodak).
- 1971 — Мар'ян Іванців, польський художник і графік.
- 1986 — Яків Баш, український радянський письменник.
- 1989 — Зіта Бурбон-Пармська, Галицька Королева і Слуга Божа Католицької Церкви.
- 1995 — Вільям Альфред Фаулер, американський астрофізик, нобелівський лауреат
- 1997 — Фред Циннеманн, американський кінорежисер лауреат премії «Оскар».
- 2005 — Аліса Марія Нортон — американська письменниця-фантастка.
- 2006 — Леннарт Мері, естонський письменник і державний діяч, президент Естонії в 1992—2001 роках
- 2018 — Стівен Гокінг, фізик-теоретик, відомий своїми дослідженнями в астрофізиці, зокрема теорії чорних дір, популяризатор наукових знань.
- 2023 — Юрій Коваленко, український учений, історик, археолог, учасник місії «Чорний тюльпан», краєзнавець, викладач, музикант, учасник російсько-української війни